# Ian Virgo
Ian Frederick Virgo (* 5. Mai 1981 in Glendale, Kalifornien) ist ein US-amerikanisch/britischer Film- und Theaterschauspieler.

## Leben
Obwohl er in Glendale geboren wurde, wuchs Virgo ab seinem sechsten Lebensjahr in Wales auf und besitzt deshalb eine Doppelstaatsbürgerschaft.
Unter anderem an der renommierten Royal Academy of Music ausgebildet, trat Virgo in England bereits auf verschiedenen Theaterbühnen auf. Sein Fernsehdebüt gab er 2001 in dem britischen Drama NCS: Manhunt. Virgos Durchbruch erfolgte ein Jahr später mit der Miniserie Band of Brothers, in der er einen britischen Soldaten verkörperte. 2002 hatte er sein Filmdebüt in Ridley Scotts Kriegsfilm Black Hawk Down. Danach trat er vorwiegend in Nebenrollen in Filmkomödien und Actionfilmen auf.